# Гадюка степова
Гадю́ка степова́, або гадю́ка Ре́нарда (Vipera renardi) — вид отруйних змій роду гадюк родини гадюкові, що мешкає в Європі і Азії, зокрема й на терені України.

## Опис
Рівнинна степова гадюка — змія середнього розміру, з довжиною тіла (L.) близько 550 мм і довжиною хвоста (L.cd.) 70—90 мм, самки часто більші за самців. У Поволжі максимальна довжина тіла самців досягає 610 мм, самок — 630 мм. Голова злегка витягнута, краї морди підведені. Верхня поверхня голови попереду лобового і надочноямкові щитків покрита дрібними щитками неправильної форми. Міжщелепний щиток зазвичай торкається одного апікального щитка. Носовий отвір прорізано в нижній частині носового щитка. Навколо середини тулуба — 19—21 ряд лусок. Черевних щитків — 120—152, підхвостовому — 20—32 пари.
Зверху гадюка забарвлена в буро-сірі тони, з світлішою серединою спини і з чорною або темно-коричневою зигзагоподібної смугою по хребту, іноді розбитою на окремі плями. З боків тулуба — ряд темних нерізких плям. На верхній стороні голови розташований темний малюнок. Черево сіре, зі світлими крапками. Меланісти дуже рідкісні і зустрічаються, зокрема, у Самарській області.

## Поширення
Ареал охоплює Україну (Крим, Запорізька область, Херсонська область), Казахстан, Росію (степова і лісостепова зони європейської частини, степові райони Передкавказзя і Великого Кавказу, Південного Сибіру. На півночі ареал досягає Волзько-Камського краю, на сході — Алтаю і Джунгарії.)

## Спосіб життя
Степова гадюка — типовий мешканець рівнинних і гірських полинових степів, зустрічається також на остепнених альпійських луках, сухих схилах з чагарником, в глинистих ярах і напівпустельних місцевостях. У гори піднімається до 2500—2700 метрів над рівнем моря. В основних місцях проживання степова гадюка — звичайний вид. Іноді спостерігаються локальні скупчення до декількох десятків особин на 1 га. На півночі Нижнього Поволжя (північна межа ареалу виду) гадюка поширена широко, але мозаїчно, і її чисельність не перевищує 2—5 особин на гектар, а на окремих ділянках Саратовської області вона становить від 4 до 9 особин на гектар. У Центральному Передкавказзі змія зустрічається спорадично в усіх природних ландшафтах та їх похідних. Щільність населення максимальна у степових ландшафтах, де вона досягає 6,67 особин/га. У Калмикії середня щільність населення 0,5 ос./га, на південному заході республіки — 5—6 ос./га, а в «зміїних осередках» досягає 10—12 особин . Сезон активності триває з кінця березня — квітня по жовтень. Після зимової сплячки з'являється при температурі не нижче 4—8 °C. Навесні гадюка зустрічається на поверхні вдень, а в літні місяці — вранці і ввечері. Тривалість сезону активності в Передкавказзі становить 210—225 діб. Період спаровування в квітні-травні; в серпні самки приносять 3—10 дитинчат довжиною 130—160 мм. У Передкавказзі вагітність триває 90—120 діб, самиця приносить від 4 до 24 дитинчат в липні-вересні. Довжина новонароджених особин 110—130 мм при масі тіла 3,2—4,4 г. Статевозрілості досягають на третьому році життя при довжині тулуба 270—300 мм.
На суші гадюка пересувається досить повільно, але добре плаває і може підійматися на гілки чагарників і низькорослих дерев. У пошуках їжі вона відвідує колонії мишоподібних гризунів і гнізда птахів.
Степова гадюка полює на дрібних хребетних тварин (мишоподібні гризуни, пташенята наземногніздових птахів та ящірки), прямокрилих комах (сарана, коники, цвіркуни) і павукоподібних. Молоді гадюки харчуються комахами і дрібними ящірками.

## Охорона
Раритетний вид плазунів, занесений до Червоного списку МСОП (охоронна категорія: уразливий вид). У всіх європейських країнах перебуває під охороною Бернської конвенції як вид, що перебуває під загрозою зникнення. Популяція різко падає у зв'язку з розорюванням земель. Додана до Анотованого переліку таксонів і популяцій, які потребують особливої уваги до їх стану у природному середовищі. Вид включено до Червоної книги України.

## Практичне значення
Раніше гадюка степова використовувалася для отримання отрути, але через різке скорочення чисельності цей промисел припинений. 